# Folsomotoma octooculata
Folsomotoma octooculata är en urinsektsart som först beskrevs av Willem 1901.  Folsomotoma octooculata ingår i släktet Folsomotoma och familjen Isotomidae. Inga underarter finns listade i Catalogue of Life.